# فوهة كلديش

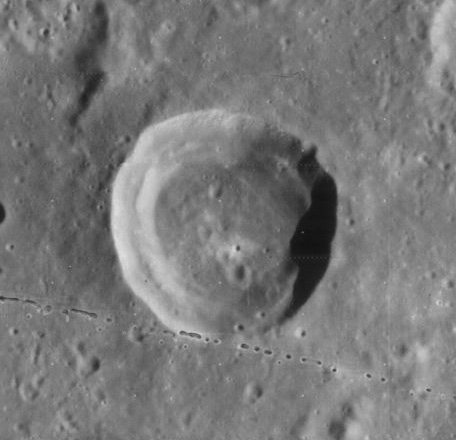
فوهة كلديش

فوهة كلديش (51.2°N 43.6°E) هي فوهة صدمية قمرية تقع في الجزء الشمالي الشرقي من القمر، على الحافة الشرقية من بحر ماري فريغوريس. يحدها من الجنوب فوهة أطلس البارزة ومن جنوب غرب فوهة هرقل الملحوظه. 

## الوصف
تتميز الفوهة بأنها دائرية الشكل بنسبه كبيرة، على الرغم من انبعاج بسيط في الناحية الشرقية. حواف الفوهة حادة تظهر عليها تأثير الرطوبة والعوامل البيئة بشكل بسيط. توجد بالقرب من الحافة الشرقية بعض الحفر صغيرة الحجم ولكنها بارزة نوعا ما. تتميز جدرانها الداخلية بانحدارها والذي يؤدي إلى هبوط الترسبات إلى أرضية الفوهة. أما الأرضية الداخلية فتتميز بأنها مستويه بنسبة كبيرة خالية من الآثار البارزة والتلال.
كانت هذه الفوهة تسمى فيما مضى بفوهة هرقل أ، قبل أن يعيد الاتحاد الفلكي الدولي تسميتها بهذا الاسم تكريما لعالم الرياضايات الروسي مستيسلاف كيلديش على مجمل أعماله.
يبلغ طول قطر الفوهة 22 كم تقريبا بينما لم يتم تحديد عمقها حتى وقتنا الراهن، وعلى زاوية 317° من شروق الشمس.

## وصلات خارجية
- فوهات القمر
- جوله حول فوهات القمر -ناسا.
- فوهة أطلس وكلديش.